# Дінгайм
Дінгайм (нім. Dienheim) — громада в Німеччині, розташована в землі Рейнланд-Пфальц. Входить до складу району Майнц-Бінген. Складова частина об'єднання громад Райн-Зельц.
Площа — 9,90 км2. Населення становить 2224 ос. (станом на 31 грудня 2020).

## Галерея

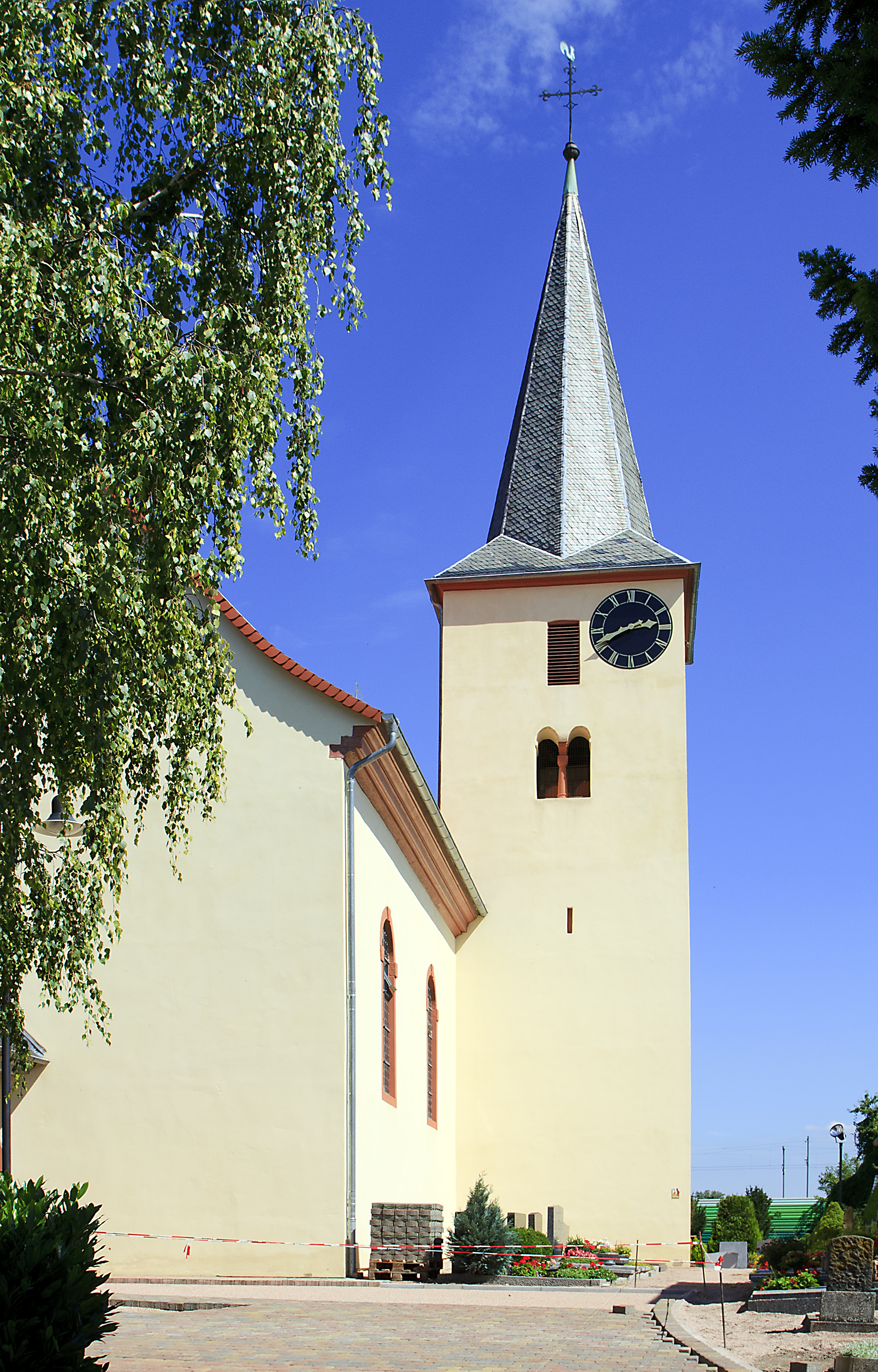
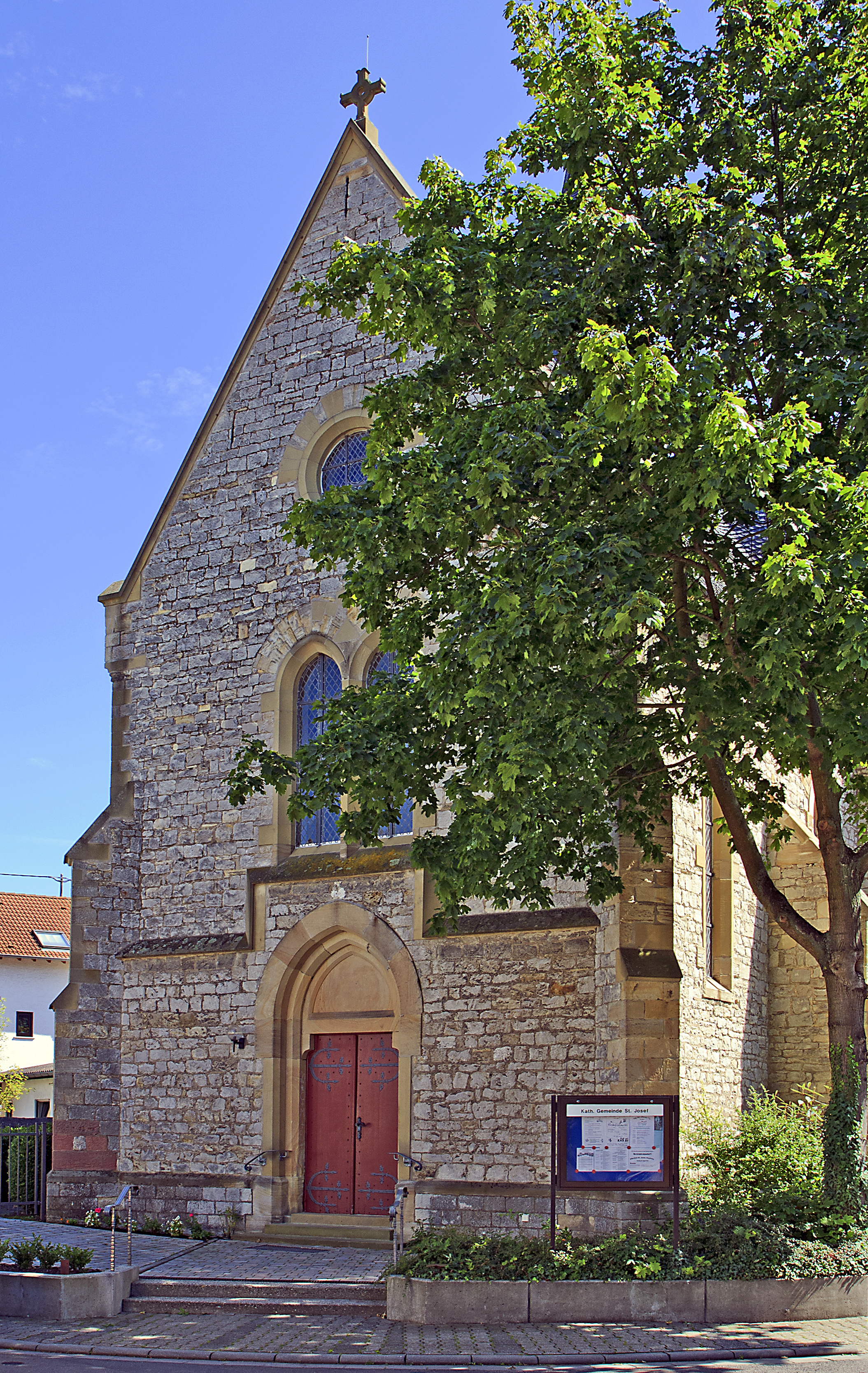
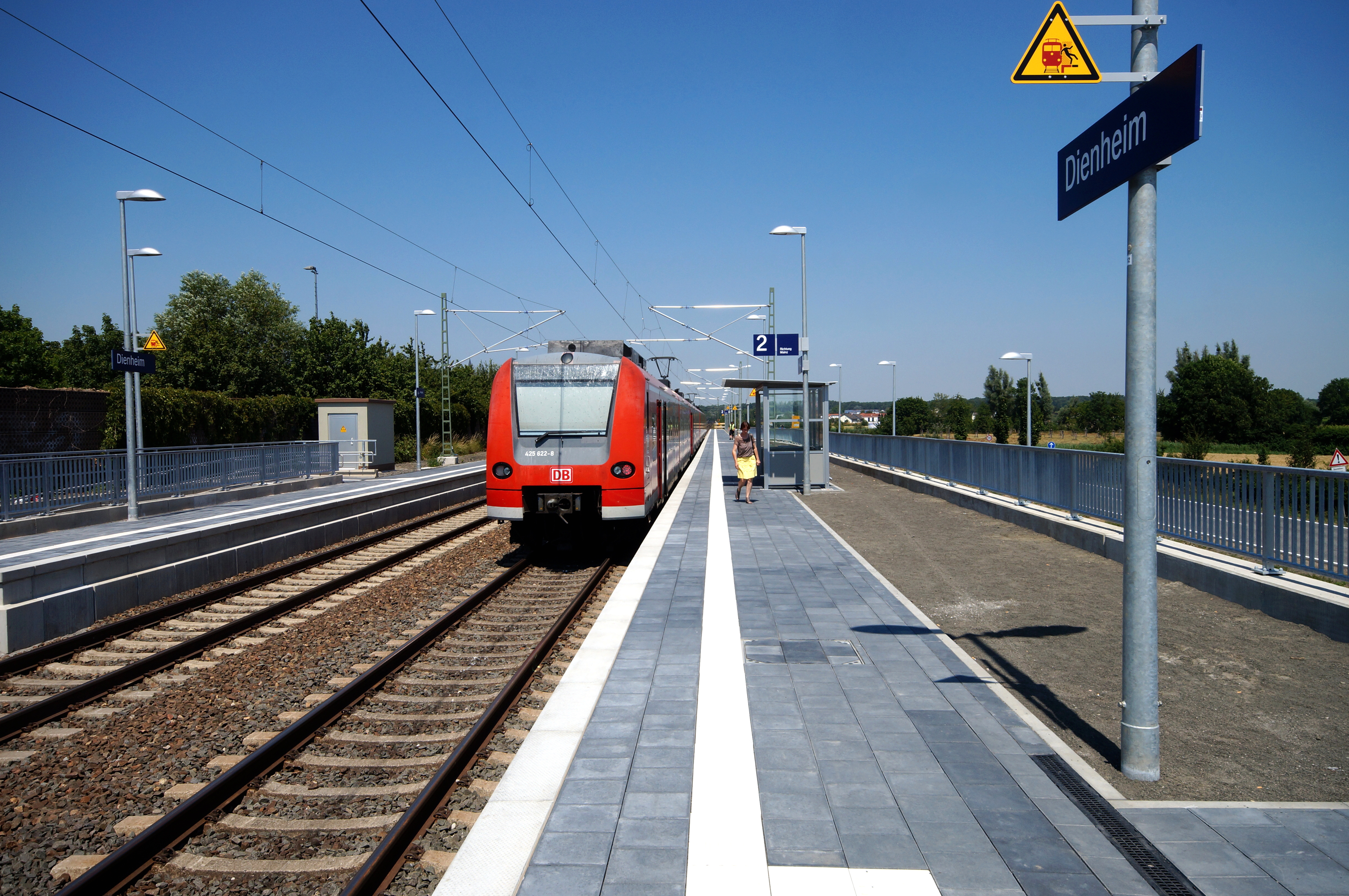